# Куэвас, Хосе Луис
Хосе Луис Куэвас (исп. José Luis Cuevas, полное имя José Luis Cuevas Novelo; 1934—2017) — мексиканский художник, гравёр и скульптор.

## Биография
Родился 26 февраля 1934 года в Мехико на фабрике по производству бумаги и карандашей, принадлежавшей его деду по отцовской линии Адальберто Куэвасу (Adalberto Cuevas), в семье авиапилота Alberto Cuevas Gómez и его жены María Regla Novelo.
Первоначально посещал школу в городе Colonia Roma, когда его семья переехала после смерти деда. Когда мальчику было десять лет, он начал учиться в художественной школе Escuela Nacional de Pintura, Escultura y Grabado «La Esmeralda», а также начал иллюстрировать газеты и книги. В 1946 году он был вынужден отказаться от обучения после того, как заболел ревматизмом, и болезнь приковала его к постели на два года. За это время он научился гравировке у Лолы Куэто из Колледжа Мехико.
Талант Хосе Куэваса проявился в юном возрасте, когда он занял первое место в детском конкурсе под названием Niño obrero, выиграв приз и получив прозвище Güerito pintor (художник Герито). Он стал практически самоучкой, в четырнадцать лет арендовав помещение, чтобы использовать его в качестве студии вместо возвращения после болезни в школу, так и не получив профильного образования. Куэвас занялся за деньги плетением корзин, работал над иллюстрациями в мексиканской газете The News, и, несмотря на отсутствие формального образования, вёл уроки истории искусства в Coronet Hall Institute.
Умер 3 июля 2017 года в Мехико.

### Семья
Хосе Луис Куэвас был дважды женат. Первый раз — на психологе Берте Лилиан Риестре (Bertha Lilian Riestra) в 1961 году, которую он встретил в психиатрической больнице Ла Кастанеда, когда выполнял там общественные работы и рисовал. Её родители не присутствовали на свадьбе, так как не одобряли, что дочь выходит замуж за художника. Несмотря на то, что он был женат, Куэвас приобрел репутацию бабника по прозвищу «gato macho». В семье родилось три дочери — Мариана, Ксимена и Мария Хосе. Семья жила в Мехико в районе Сан-Анхель в доме, который был построен для Куэваса в 1970-х годах архитекторами Авраамом Заблудовским и Теодоро Гонсалесом де Леоном в стиле, напоминающем работы другого известного мексиканского архитектора — Луиса Баррагана.
В 2000 году его жена умерла из-за рака молочной железы и лейкемии. В следующем году Куэвас познакомился Беатрис дель Кармен Базан (Beatriz del Carmen Bazán), на которой он женился в 2003 году.

## Музей Хосе Луиса Куэваса

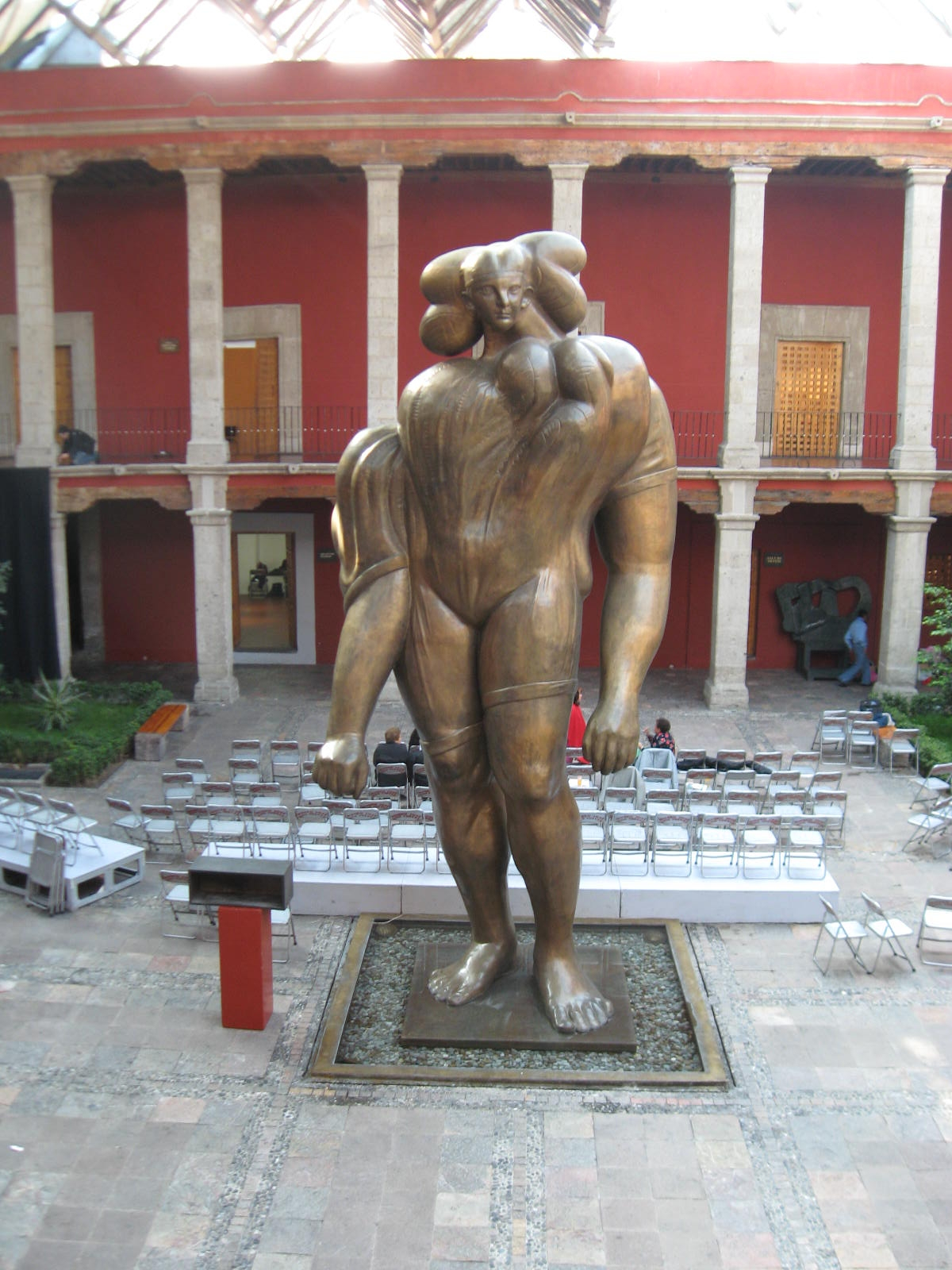
Скульптура «La Giganta»

В конце 1980-х годов Куэвас приобрел старый монастырь Santa Inés в историческом центре Мехико с целью создания собственного музея, носящего его имя, который был открыт в 1992 году. Первым директором музея была его жена Берта, работавшая до своей смерти. В 2005 году директором музея стала его вторая жена Беатрис дель Кармен. С 2003 года музей музей поддерживается фондом Fundación Maestro José Luis Cuevas.
Коллекция музея насчитывает более 1860 произведений разных художников, в основном из Латинской Америки. В его внутреннем дворике находится работа Куэваса «La Giganta», созданная в 1991 году и вдохновлённая стихотворением Бодлера. Музей также содержит библиотеку с более чем 11 500 газетных вырезок, а также 500 книг, посвящённых работе Куэваса. Музей Куэваса вызывает споры из-за «эротической комнаты», заполненной собственными рисунками художника на тему борделей и кабаре, а также наличием большой металлической кровати на которой, как он утверждал, у него было много сексуальных контактов.

## Творчество
В течение более чем семидесятилетней карьеры Хосе Луис Куэвас работал художником, писателем, рисовальщиком, гравером, иллюстратором и печатником. В музеях и галереях по всему миру проводились персональные выставки его работ, первая из которых когда ему было всего четырнадцать лет в Seminario Axiologico, но на которую почти никто не пришёл. Первая успешная индивидуальная выставка художника прошла в Мехико в Galería Prisse в 1953 году, когда ему было девятнадцать лет. В 1954 году он выставлялся в Мериде (Мексика) и в Панамериканском союзе (ныне Организация американских государств) в Вашингтоне (США). В 1955 году Куэвас участвовал в первом Salón de Arte Libre, организованном Galería Proteo, где он встретился с Давидом Сикейросом. До конца 1950-х годов он выставлялся в Гаване, Каракасе, Лиме и Буэнос-Айресе, где он встретился с Хорхе Луисом Борхесом.
В 1960 году он выставлялся в галерее David Herbert Gallery в США. В 1961 году две его работы — Los Funerales de un Dictador и La Caída de Franco были представлены в Galería del L’Oblisco в Риме; в 1962 году он выставил серию работ, основанных на работах скульптура Тильмана Рименшнайдера, которые он видел в Мюнхене . Другие выставки Куэваса прошли в галерее Silvan Simone Gallery в 1967 году.
В 1970-х годах он выставил 72 автопортрета в центре Centro Cultural Universitario Национального автономного университета Мексики, а также выставлялся в Музее современного искусства Сан-Франциско, в Музее современного искусства в Каракасе, в Художественном музее Феникса, в Музее современного искусства в Париже и в Музее современного искусства в Мехико.
В 1981 году он открыл выставку «Signs of Life», которая содержала флакон со спермой и электрокардиограмму, снятую во время занятий любовью, что вызвало неоднозначную реакцию властей и публики. В 1982 году его работы были показаны в четырнадцати галереях в Мехико, Барселоне, Париже и других городах мира. С 1984 по 1988 годы серия рисунков Куэваса под названием «Intolerance» была показана в некоторых университетах и музеях США, Канады, Мексики и Европы.
В 1995 году Куэвас создал фреску в стиле Talavera, которая была размещена в районе Zona Rosa (известен своими магазинами и ночной жизнью) в столице Мексики. В 1998 году он экспонировался на «Retrospectiva de dibujo y escultura» в Центрt искусств королевы Софии в Мадриде. В 1999 году Фонд Пабло Пикассо представил его выставку «José Luis Cuevas. Obra Gráfica».
В 2001 году художник подарил мексиканскому городу Колима скульптуру под названием «Figura Obscena», которая стала предметом скандала в 2006 году. Другие выставки XXI века включали: «José Luis Cuevas en la mitad del Mundo» в 2005 году, «Exposición Siameses 50 Años de la Plástica del Maestro José Luis Cuevas» в 2009 и 2011 годах, «Dibujo y Escultura» в 2010 году. В 2006 году он открыл в парковой зоне Paseo Escultórico Nezahualcóyotl скульптуру «Carmen» в честь своей второй жены. Хосе Луис Куэвас продолжал активно выставляться до конца жизни.

Некоторые работы
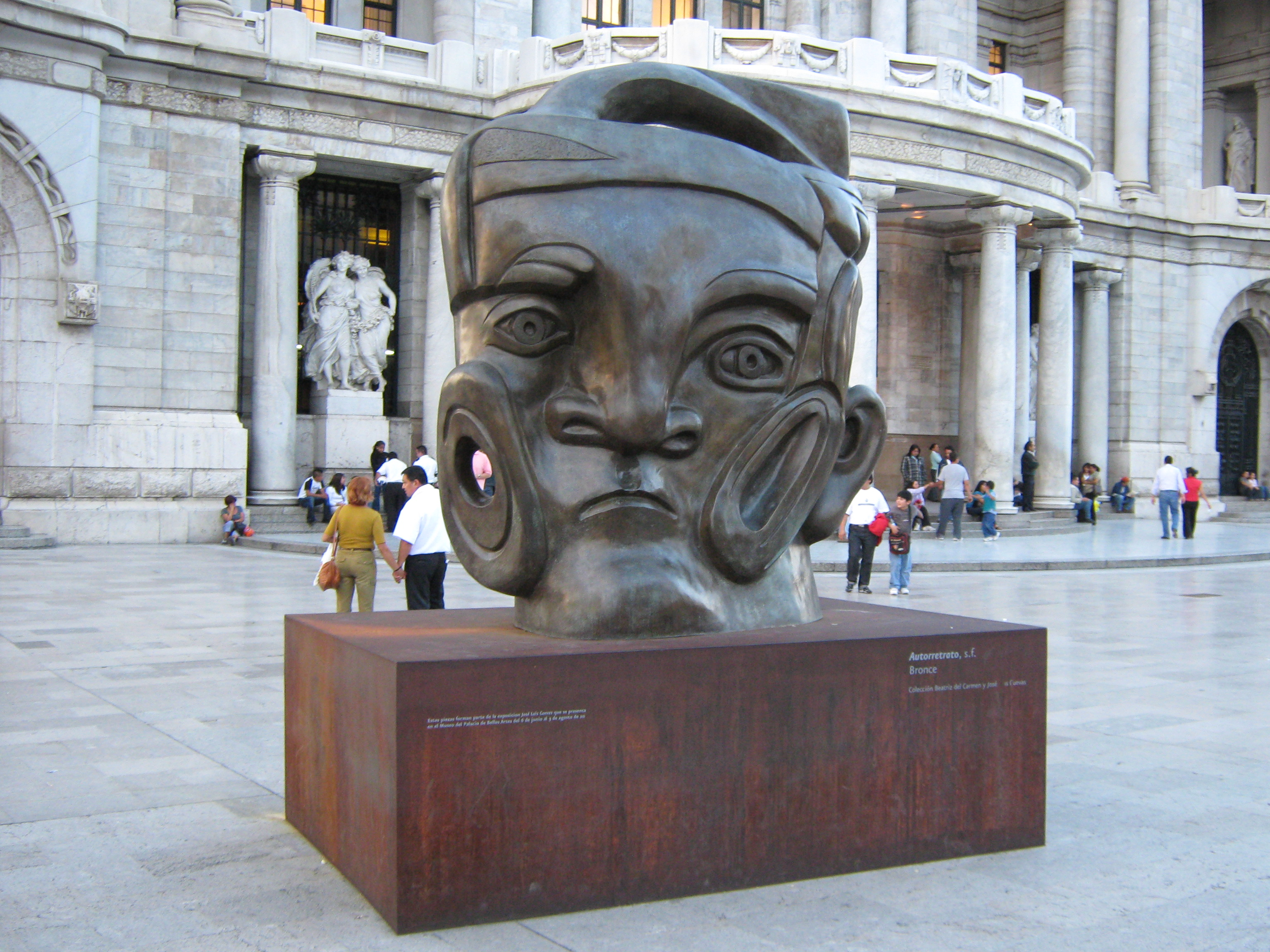
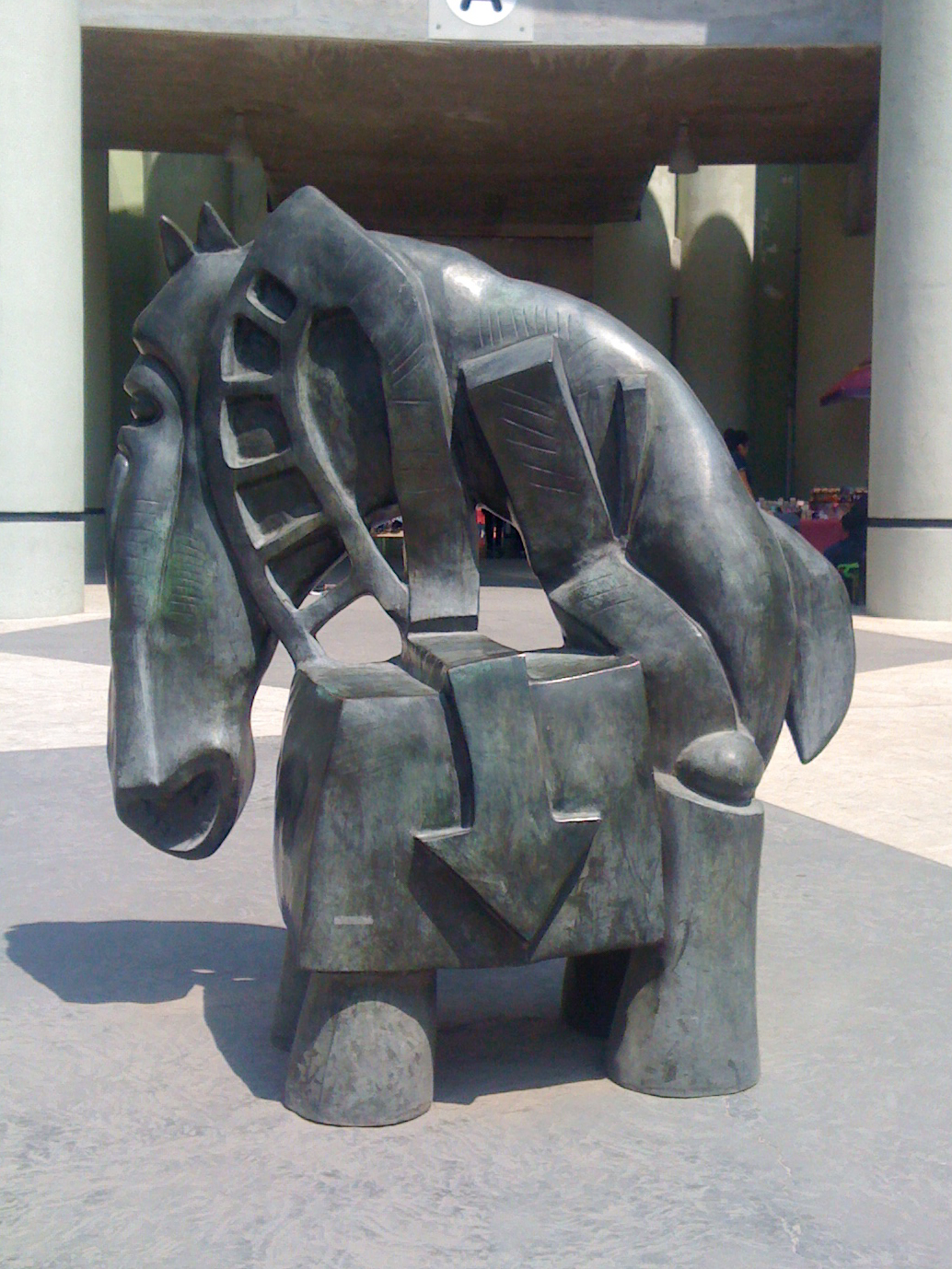
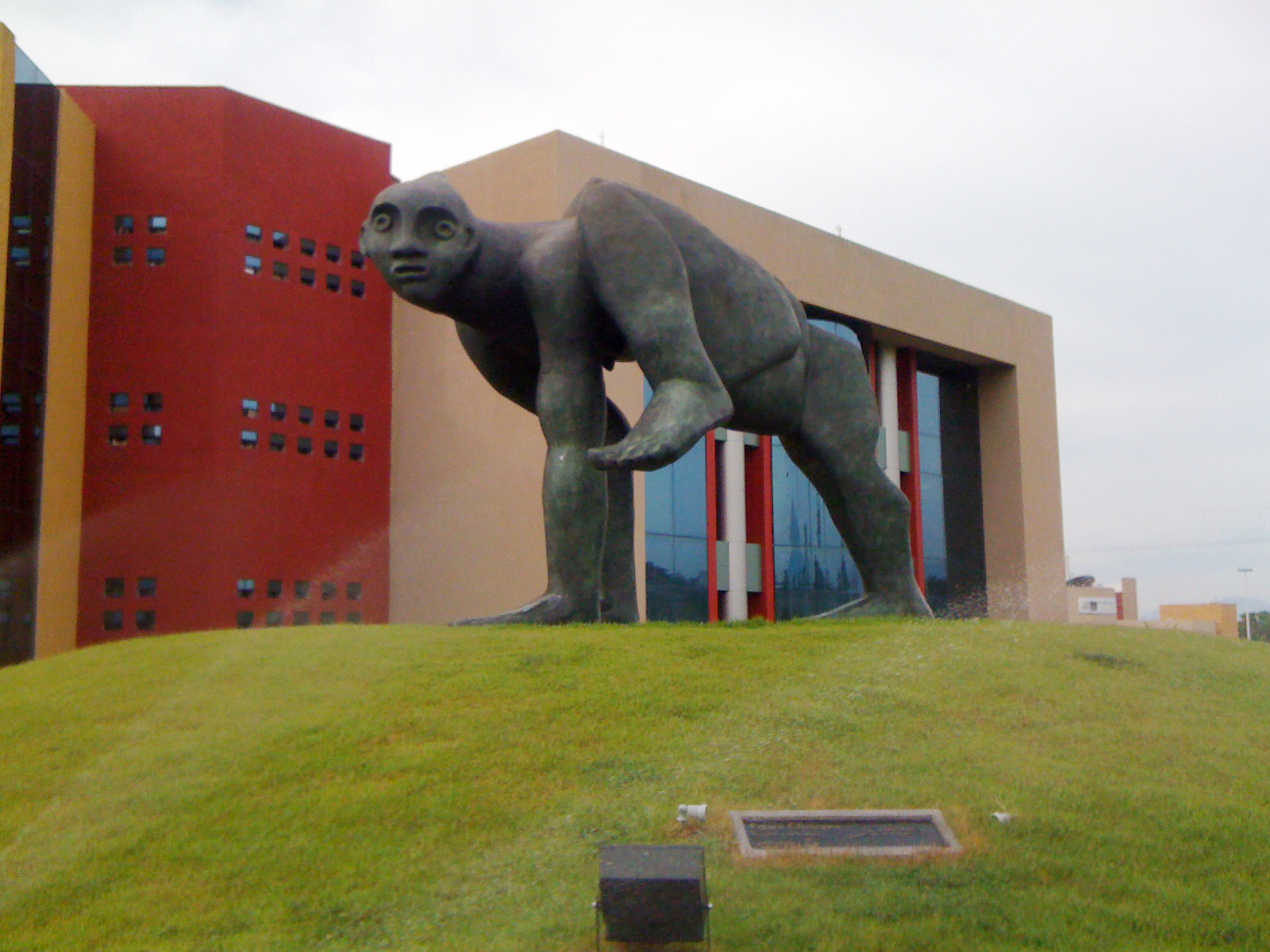
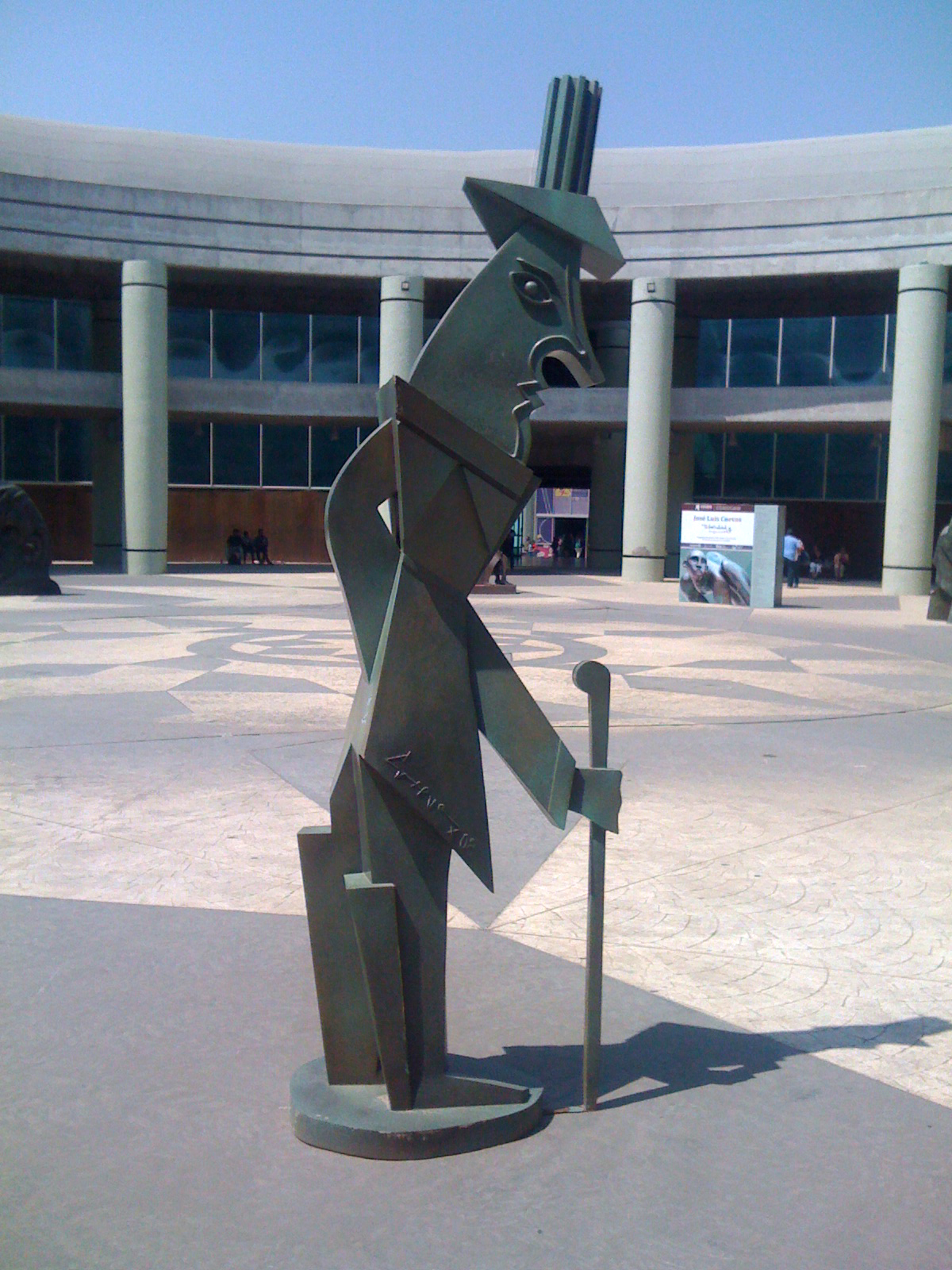
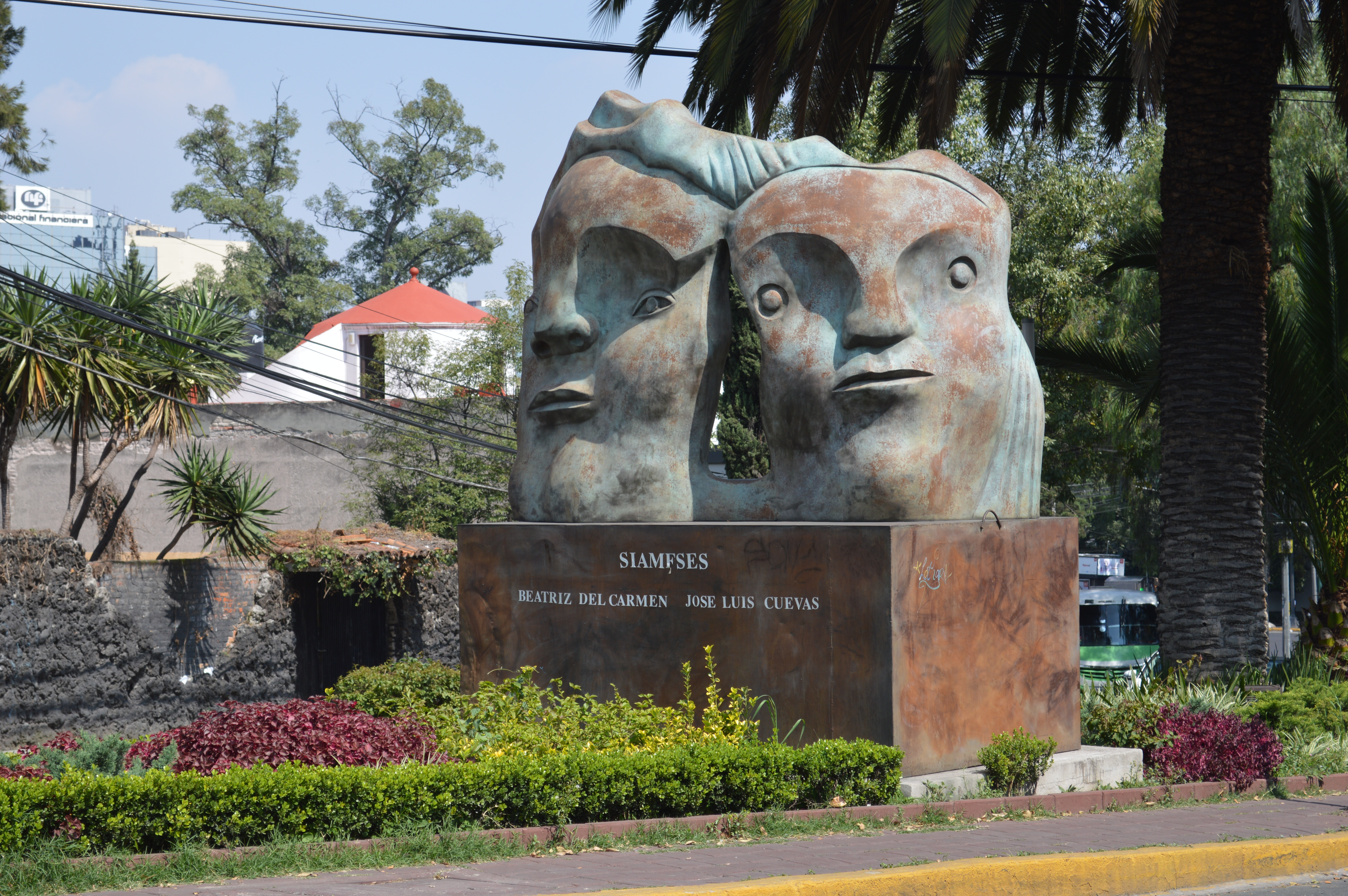

## Признание
Хосе Луис Куэвас был удостоен многих национальных и международных наград. Самой первой его наградой в 1959 году была Международная первая премия за рисунок (International First Prize for Drawing) на Художественной биеннале в Сан-Паулу.
В 1990-х годах он получил французский орден искусств и литературы, стал членом  National System of Creators of Mexico, получил премию Premio de Medallística Tomás Francisco Prieta от испанской королевы Софии.
В дополнение к наградам за своё творчество, Куэвас был удостоен почётных докторских степеней Автономного университета Синалоа (1984), Университета Веракрузана (2004), Автономного столичного университета (2007) и гаванского института Instituto Superior de Arte and the Casa de las Américas (2008).